# Calamaria ingeri
Calamaria ingeri es una especie de serpientes de la familia Colubridae.

## Distribución geográfica
Es endémica de la isla Tioman, en el archipiélago de Seribuat (Malasia Peninsular).

## Estado de conservación
Se encuentra amenazada por la pérdida de su hábitat natural.